# دانيلو دياز
دانيلو دياز (بالبرتغالية: Danilo Dias‏) (6 نوفمبر 1985 بسيريس في البرازيل - ) هو لاعب كرة قدم برازيلي في مركز الهجوم. لعب مع أتلتيكو غويانيينسي ونادي أونياو دا ماديرا ونادي غاما ونادي غوياس ونادي قره باغ ونادي ماريتيمو وGoiânia Esporte Clube ‏ ونادي أوبيرابا الرياضي ونادي نوروستي الرياضي وBandeirante Esporte Clube ‏ وC.S. Marítimo B ‏ وIpatinga Futebol Clube ‏.

## روابط خارجية
- دانيلو دياز على موقع قاعدة بيانات كرة القدم.إي يو (الإنجليزية)
- دانيلو دياز على موقع Soccerway.com (الإنجليزية)
- دانيلو دياز على موقع AS.com (الإسبانية)